# Pedro II de Alençon
Pedro II de Valois (em francês:  Pierre II de Valois, comte de Alençon; 1340-Argentan, 20 de setembro de 1404), cognominado de o Nobre, foi conde de Alençon, de Perche e de Porhoët, filho de Carlos II de Alençon, conde de Alençon e de Perche, e de Maria de La Cerda.

## Biografia
Armado cavaleiro em 1350, é um dos reféns enviados para a Inglaterra em 1360 como troca pelo rei João II de França, aprisionado durante a batalha de Poitiers em 1356. Pedro só regressaria à França em 1370.
Alista-se sob as ordens do duque de Berry e combate os ingleses na Aquitânia, ao lado do seu irmão Roberto. Tomam Limoges, mas falham em Usson (1371). Combate na Bretanha com du Guesclin, sendo ferido durante o assalto a Hennebont (atual Morbihan).
Em 1388, acompanha Carlos VI numa expedição contra Guilherme VI, duque de Gueldre e de Juliers.
Pedro II morre a 20 de setembro de 1404, sendo enterrado na abadia de Valdieu Réno, em Feings.

## Casamento e descendência
A 10 de outubro de 1371, casou Maria Chamaillart, Viscondessa de Beaumont-au-Maine (morta em 1425), de quem teve oito filhos:
1. Maria (Marie) (1373–1417), que casou com João VII, Conde de Harcourt e de Aumale (morto em 1452);
2. Pedro (Pierre) (1374–1375);
3. João (Jean) (1375–1376);
4. Maria (Marie) (1377);
5. Joana (Jeanne) (1378–1403);
6. Catarina (Catherine) (1380–1462), que casou em primeiras núpcias com Pedro de Évreux, Infante de Navarra e Conde de Mortain (1366–1412), e em segundas núpcias com Luís VII de Baviera (1365–1447);
7. Margarida (Marguerite) (1383–após 1400), freira;
8. João I (Jean I) (1385–1415) que sucedeu ao pai nos condados de Alençon e Perche.

Pedro II teve também um filho ilegítimo:
1. Pedro (Pierre), Bastardo de Alençon (morreu após janeiro de 1422), Senhor de Aunou.